# Belvidere, Illinois
Belvidere är en stad (city) i Boone County, i delstaten Illinois, USA. Enligt United States Census Bureau har staden en folkmängd på 25 680 invånare (2011) och en landarea på 31,3 km². Belvidere är huvudort i Boone County.